# Petaloconchus keenae
Petaloconchus keenae is een slakkensoort uit de familie van de Vermetidae. De wetenschappelijke naam van de soort is voor het eerst geldig gepubliceerd in 1972 door Hadfield & Kay.